# Bathromelas hyaloscopa
Bathromelas hyaloscopa is een vlinder uit de familie van de zakjesdragers (Psychidae). De wetenschappelijke naam van de soort is voor het eerst geldig gepubliceerd in 1907 door Meyrick & Lower.